# Maksakowo (obwód wołogodzki)
Maksakowo (ros. Максаково) – wieś (dieriewnia) w Rosji, w rejonie czerepowieckim obwodu wołogodzkiego. W 2010 liczyła 25 mieszkańców.